# Jowan Le Besco
Jowan Le Besco (26 agosto 1981) è un attore francese, anche sceneggiatore, realizzatore di film documentari e capo operatore.
È il secondo dei cinque bambini dell'attrice e giornalista franco-algerino d'origine cabila e turco-mongole, Catherine Belkhodja. Suo padre, Patrick Le Besco, nato in Britannia, è d'origine vietnamita.

## Carriera
Ha lavorato spesse volte coi suoi fratelli e sorelle, con cui collabora regolarmente come capo operatore. Ha realizzato la videoregistrazione dello spettacolo Le Pois Chiche (Il Cece) dell'attrice e realizzatrice Maïwenn Le Besco.
Ha recitato anche colla sua sorella Isild Le Besco in Princesse Marie (Principessa Maria) con Catherine Deneuve come partner. È stato il capo operatore dei due film scritti e realizzati da Isild: Demi-tarif ("mezza tariffa"), prodotto dalla loro sorella Léonor Graser e da KAREDAS, in cui loro fratello Kolia Litscher interpreta il ruolo principale, e Charly prodotto da Isild, con Kolia nel ruolo principale.
Ex-allievo del liceo Carlomagno e del liceo Victor Hugo a Parigi, Jowan ha studiato cinema all'Università di Jussieu dove già realizzava dei cortometraggi. Uno dei suoi cortometraggi premiati gli ha permesso di vincere un software di montaggio video con cui ha cominciato a realizzare dei clip musicali. Ha approfondito la sua formazione seguendo dei corsi di fotografia all'Istituto Lumière ed alla Scuola dei Gobelins. Ha collaborato al primo cortometraggio d'Isild, prodotto da SOPADIN, poi alla fotografia di Demi-tarif che è stato premiato come Migliore Sceneggiatura Junior in 2004 e presentato in più di cinquanta festival.
Jowan anche fa l'attore ogni tempo, ma il suo obiettivo resta oggi quello di proseguire la sua formazione alla fotografia cinematografica. Ha appreso il suo mestiere a fianco di Stéphane Marty, poi di Caroline Champetier durante la lavorazione di L'Intouchable (L'intoccabile) in India dove ha girato le scene di cremazione.
Il successo di Demi-tarif ha permesso di girare Charly, il secondo film d'Isild, grazie ad un anticipo sugl'incassi del Centro Nazionale della Cinematografia ed al sostegno di "Arte".
Ha fatto un lungo soggiorno solitario in un monastero in India dove ha girato Yapo, un documentario selezionato al Ventinovesimo Festival del Cinema del Reale di Parigi dedicato ogni anno ai documentari a carattere etnologico o sociale.

## Filmografia

### Attore

#### Cinema
- La Puce, regia di Emmanuelle Bercot (1999)
- Un moment de bonheur, regia di Antoine Santana (2001)
- I Am Kalam, regia di Nila Madhab Panda (2010)

#### Televisione
- Princesse Marie – serie TV (2004)

### Direttore della fotografia

#### Cinema
- Demi-tarif, regia di Isild Le Besco (2003)
- Charly, regia di Isild Le Besco (2007)
- Enfances, regia collettiva (2007)
- Some Kinda Fuckery, regia di Nadia Szold - cortometraggio (2009)
- Bas-fonds, regia di Isild Le Besco (2010)
- Manhattan Romance, regia di Brian Ghost (2013)
- *Me There, regia di Magaajyia Silberfeld - cortometraggio (2014)

## Teatro
- Le Pois chiche di Maïwenn Le Besco al teatro Café de la Gare, con Maïwenn (videoregistrazione) (2004)

## Premi
(assegnati per Demi-tarif )
- 2000:  Premio della Migliore Sceneggiatura Junior per una prima sceneggiatura al Festival del Film di Parigi (inquadratura)
- 2004: Premio Speciale della Giuria al Festival del Film Europeo di Angers  (capo operatore)
- 2004: Premio Procirep Primi Piani al Festival del Film Europeo di Angers (capo operatore)
- 2004: Premio Speciale della Giuria del Festival di Seul (capo operatore)
- 2004: Gran Premio della Giuria del Crossing Europe Festival di Linz (capo operatore)
- 2004: Nomina per il Premio Louis Delluc (capo operatore)